# ツシマサンショウウオ
ツシマサンショウウオ（Hynobius tsuensis）は、サンショウウオ科サンショウウオ属に分類される有尾類。

## 分布
日本（対馬）固有種

## 形態
全長10-12センチメートル。体側面に入る皺（肋条）は左右に13本（まれに12本）ずつ。尾の背面および腹面の外縁には黄色や橙色の縦縞が入る。
孵化直後の幼生は側頭部の左右に1つずつ突起（平衡桿、バランサー）があり、平衡感覚を保つのに役立つと考えられている。

## 生態
森林や林縁内を流れる渓流の周辺に生息する。
繁殖形態は卵生。2-4月に水深が浅く流れの緩やかな渓流や伏流内にコイル状の卵嚢に包まれた12-40個の卵を産む。

## 保全状態評価
準絶滅危惧（NT）（環境省レッドリスト）